# Izabella Miko

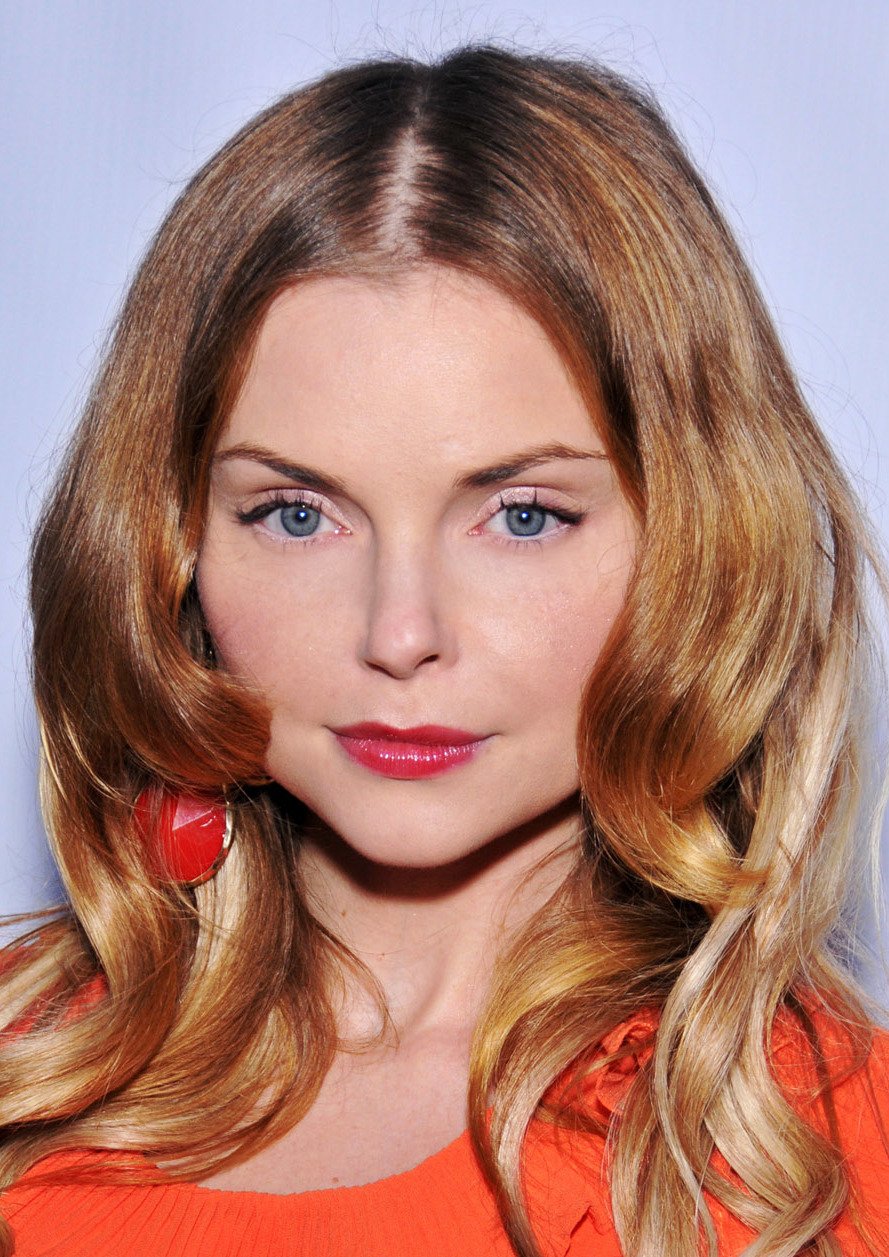
Izabella Miko (2013)

Izabella Miko (* 21. Januar 1981 in Łódź; bürgerlich Izabela Anna Mikołajczak) ist eine US-amerikanisch-polnische Schauspielerin.

## Werdegang
Miko debütierte als Kind im polnischen Kinderfilm Pan Kleks w kosmosie (1989). Sie wurde im Alter von zehn Jahren an einer renommierten Ballettschule in Warschau aufgenommen. Mit 15 Jahren zog sie nach New York City, wo sie an der School of American Ballet aufgenommen wurde. Nach einer Knieverletzung kehrte sie für einige Zeit nach Polen zurück, zog später jedoch wieder in die USA. Sie wurde am Lee Strasberg Theatre Institute unterrichtet.
Die erste US-amerikanische Produktion, in der Miko auftrat, war der Film Coyote Ugly (2000), in der sie an der Seite von Piper Perabo spielte. Sie übernahm im Horrorfilm The Forsaken – Die Nacht ist gierig (2001) die Rolle von Megan, die gemeinsam mit Sean (Kerr Smith) und Nick (Brendan Fehr) gegen Vampire kämpft. Im Thriller Minimal Knowledge (2002) übernahm sie eine der Hauptrollen. Die Hauptrolle spielte sie ebenfalls im Musikfilm Save the Last Dance 2 (2006).
Außerdem spielte sie in den Videos zu Mr. Brightside und zu Miss Atomic Bomb der Band The Killers die weibliche Hauptrolle.
Einen weiteren Auftritt hatte sie an der Seite von Billy Idol in dessen Musikvideo zum Titel Can’t Break Me Down.

## Sonstiges
- Miko engagiert sich aktiv für die Umwelt.[4]
- Miko lebt aus umweltschutzgründen vegan.[5]
- Miko spricht fließend Englisch und Französisch (Polnisch ist ihre Muttersprache).
- 2001 wurde Miko auf der Liste Hot 100 der Zeitschrift Maxim aufgelistet.[6]
- Sie spielte zusammen mit dem Sänger Michael Bublé in der Werbung von Starbucks.[7]

## Filmografie (Auswahl)
- 1989: Pan Kleks w kosmosie
- 1993: Kuchnia polska (Miniserie)
- 2000: Coyote Ugly
- 2001: The Forsaken – Die Nacht ist gierig (The Forsaken)
- 2002: Minimal Knowledge
- 2004: Gramercy Park
- 2005: Bye Bye Blackbird
- 2005: Deadwood (Fernsehserie, 3 Folgen)
- 2006: Save the Last Dance 2
- 2006: The Park
- 2007: Crashing
- 2009: Kochaj i tańcz
- 2010: Double Identity – Zur falschen Zeit am falschen Ort (Fake Identity)
- 2010: Kampf der Titanen (Clash of the Titans)
- 2010: Hey Mann, Gib Uns Dein Auto! (Repo)
- 2011: The Cape
- 2011: Age of Heroes
- 2014: Step Up: All In
- 2014: Anger Management (Fernsehserie, Folge 2x88)
- 2014: Supernatural (Fernsehserie, Folge 10.6, Cluedo)
- 2015: Scorpion (Fernsehserie, 2x02)
- 2015: Chicago Fire (Fernsehserie, 5 Folgen)
- 2015: Blue Bloods (Fernsehserie, 5x20)
- 2017: The Mick (Fernsehserie, 1x12)
- 2018: The Rake
- 2018: Criminal Minds (Fernsehserie, Episode 14x03)
- 2020: Hunters (Fernsehserie, Episode 1x01)
- 2021: Navy CIS: L.A. (Fernsehserie, Folge: Auferstanden)
- 2022: Navy CIS: Hawaiʻi (Fernsehserie, Folge: Spannungsfelder)